# April 1938
| Deze maand                                                                                                 |
| --- |
| - Regeringswisseling in Frankrijk - Paasakkoord tussen VK en Italië - Nationalisten rukken op in Catalonië |

De volgende gebeurtenissen speelden zich af in april 1938. 
- 1[1] - De Amerikaanse minister van Buitenlandse Zaken Cordell Hull doet een voorstel om een internationaal comité in te stellen om politieke vluchtelingen uit Duitsland en Oostenrijk te krijgen.
- 1 - De Heilige Stoel verwerpt een oproep aan Oostenrijkse gelovigen om zich voor de Anschluss uit te spreken.
- 2 - Het Verenigd Koninkrijk erkent de aansluiting van Oostenrijk aan Duitsland.
- 3[1] - De Japanners installeren een Chinese marionettenregering in Nanking.
- 3 - In een radiotoespraak spreekt de Hongaarse regent Miklós Horthy zich uit tegen de fascisten in zijn land.
- 4 - In het Lagerhuis wordt een motie van afkeuring, afkomstig van Labour, betreffende het opzeggen van het Verdrag van Londen, verworpen.
- 4 - De Franse regering-Blum maakt haar financiële plannen bekend.
- 4 - De Nationalisten in de Spaanse Burgeroorlog veroveren Lerida.
- 4 - De Koninklijke Marechaussee wordt het vooronderzoek in strafzaken ontnomen.
- 5 - Het (oorlogs)kabinet in Spanje wordt gereorganiseerd.
- 6[1] - De Kwomintang kent Tsjang Kai-sjek dictatoriale macht toe.
- 6 - De financiële plannen van de regering-Blum worden in de Kamer aangenomen.
- 6 - De Verenigde Staten erkennen de Anschluss van Oostenrijk aan Duitsland.
- 6 - Koning Faroek van Egypte weigert het ontslag te aanvaarden van de regering-Mahmoed Pasja.
- 6 - Het zelfbestuur van Bali wordt hersteld.
- 6 - Conferentie van de ministers van buitenlandse zaken van Noorwegen, Zweden, Denemarken en Finland. Zij zijn het eens over de noodzaak voor deze landen om de neutraliteit te bewaren, en wensen nauwere onderlinge handelsbetrekkingen.
- 6 - Frankrijk claimt het deel van het Zuidpoolgebied ten zuiden van 60°ZB en tussen 130° en 142° OL
- 8[1] - In een nieuwe wet in Duitsland wordt de staatscontrole op Joodse verenigingen gecentraliseerd.
- 8 - De senaat verwerpt de financiële plannen van de regering-Blum. Deze dient hierop haar ontslag in. Édouard Daladier wordt belast met de vorming van een nieuwe regering.
- 8 - De zittingsperiode van de Storting, het Noorse parlement, wordt verlengd van 3 naar 4 jaar.
- 9[1] - Nederland verklaart zich bereid deel te nemen aan het op te richten internationaal comité ten behoefte van Duitse en Oostenrijkse politieke vluchtelingen.
- 10 - Édouard Daladier vormt een nieuwe regering in Frankrijk, grotendeels bestaande uit Radicalen.
- 10 - In Duitsland en Oostenrijk wordt een referendum gehouden over de Anschluss. 99.08% van de stemmers in het gehele gebied, en 99.75% in Oostenrijk stemmen voor.
- 12 - Édouard Daladier leest zijn regeringsverklaring voor in de Kamer.
- 12 - De Tunesische partij Neodestour wordt ontbonden.
- 13 - De Senaat stemt in met de financiële plannen van de regering-Daladier
- 13 - De Deense nationaalsocialist Erik Westergaard pleegt een aanslag op minister Karl Kristian Steincke.
- 14[1] - In Nederlands Oost-Indië wordt het NSB-weekblad Indië Hou Zee verboden.
- 14[1] - Peter Tatsuo Doi wordt als eerste Japanner tot aartsbisschop gewijd.
- 14 - Nederland en Tsjecho-Slowakije sluiten een handelsverdrag.
- 16 - In het Paasakkoord maken het Verenigd Koninkrijk en Italië afspraken voor verdergaande samenwerking. Het verdrag, dat beoogt zowel bestaande als toekomstige conflicten op te lossen, wordt internationaal positief onthaald.
- 16 - In Tsjecho-Slowakije wordt amnestie verleent aan bijna 3000 politieke gevangenen, voornamelijk uit minderheidsgroepen.
- 17 - Heiligverklaring van Andreas Bobola, Giovanni Leonardi en Salvator da Horta.
- 19 - Na een staking van in sommige bedrijven 23 dagen, wordt in de Franse staalindustrie het werk hervat.
- 19 - Corneliu Zelea Codreanu, de leider van de IJzeren Garde in Roemenië, wordt veroordeeld tot 6 maanden gevangenisstraf wegens laster jegens Nicolae Iorga.
- 21 - De Duitse gemeenten worden opgeroepen hun ijzeren hekken te vervangen door stenen muren en het ijzer te verkopen om zo het ijzertekort in de industrie aan te vullen.
- 22[1] - De doodstraf van de Hongaarse crimineel Szilveszter Matuska wordt omgezet in levenslang.
- 22[1] - De Nationalisten bereiken in hun opmars in Catalonië de Middellandse Zee bij Vinaroz. Hiermee is dus Barcelona afgesneden van Valencia en Madrid.
- 23 - Het parlement van Estland kiest Konstantin Päts als president.
- 23 - De Japanse bezetters en de Britten komen tot een vergelijk betreffende de douanerechten in Shanghai.
- 24 - Konrad Heinlein verwoordt zijn eisen betreffende gelijkwaardigheid en interne autonomie van de Sudeten-Duitsers in Tsjecho-Slowakije in zijn 'acht punten'.
- 25[1] - De Duitse gezant Von Radowitz verklaart dat Duitsland de onafhankelijkheid van Luxemburg zal eerbiedigen.
- 25 - Het Verenigd Koninkrijk en Ierland sluiten een volledige financiële en economische regeling. Ierland zal 10 miljoen pond betalen als definitieve vereffening van de bestaande financiële eisen; alle bestaande strafmaatregelen en represailles worden afgeschaft. De Britse marine trekt zich volledig terug uit Ierse havens, en de handel tussen beide landen is gedeeltelijk vrij van douanerechten.
- 26 - De executie wordt uitgevoerd van Wilhelm Cammans, in Duitsland wegens landverraad tot de doodstraf veroordeeld.
- 26 - De regering van Tsjecho-Slowakije verwerpt de acht punten van Konrad Heinlein als basis voor gesprekken.
- 27 - In Duitsland dienen alle Joden hun bezittingen en de waarde daarvan op te geven.
- 27 - koning Zog van Albanië trouwt met Géraldine Apponyi.
- 28 - Harold Butler dient zijn ontslag in als directeur van het Internationaal Arbeidsbureau.
- 29[1] - Gouwleider Josef Bürckel  wordt voor een periode van 1 jaar benoemd tot rijkscommissaris voor de hereniging van Oostenrijk met Duitsland.

en verder:
- verkiezingen in Egypte leiden tot een grote nederlaag van de Wafd-partij.
- De Tsjecho-Slowaakse regering en de Sudeten-Duitsers onderhandelen over grotere autonomie.
- De permanente economische Nederlands-Belgisch-Luxemburgse commissie komt in Brussel voor het eerst bijeen.
- In de Sovjet-Unie worden zeven hoge officieren gearresteerd op verdenking van een complot om Jozef Stalin en Vorosjilov te vermoorden. Onder de gearresteerden is admiraal Aleksander Jegorov

← · januari · februari · maart · april · mei · juni · juli · augustus · september · oktober · november · december ·  →